# Merel Bormans
Merel Bormans (Esch, 9 juli 1999) is een Nederlands profvoetbalster die uitkomt voor FC Utrecht in de Vrouwen Eredivisie.

## Carrière
Ze speelde voor Standard Luik in de Belgische Super League. Sinds seizoen 2021/22 speelt Bormans voor het Friese sc Heerenveen.
Op 27 maart 2024 maakte FC Twente bekend Bormans vanaf het seizoen 2024/25 over te nemen van sc Heerenveen. In Enschede tekende Bormans een contract tot medio 2026. Na slechts zeven optredens in het shirt van de Tukkers in de eerste seizoenshelft, werd Bormans om meer speelminuten te kunnen maken voor de rest van het seizoen 2024/25 verhuurd aan competitiegenoot FC Utrecht. In juni 2025 maakte ze de definitieve overstap naar de Domstad door een eenjarige verbintenis bij FC Utrecht te tekenen.

## Clubstatistieken
| Seizoen | Club          | Competitie   | Competitie | Competitie | Beker | Beker | Overig | Overig | Internationaal | Internationaal | Totaal | Totaal |
| Seizoen | Club          | Competitie   | Wed.       | Dlp.       | Wed.  | Dlp.  | Wed.   | Dlp.   | Wed.           | Dlp.           | Wed.   | Dlp.   |
| ------- | ------------- | ------------ | ---------- | ---------- | ----- | ----- | ------ | ------ | -------------- | -------------- | ------ | ------ |
| 2019/20 | Standard Luik | Super League | -          | -          | -     | -     | -      | -      | -              | -              | -      | -      |
| 2020/21 | Standard Luik | Super League | -          | -          | -     | -     | -      | -      | -              | -              | -      | -      |
| 2021/22 | Sc Heerenveen | Eredivisie   | 24         | 1          | 2     | 0     | 0      | 0      | -              | -              | 24     | 1      |
| 2022/23 | Sc Heerenveen | Eredivisie   | 6          | 1          | 2     | 0     | 0      | 0      | -              | -              | 6      | 1      |
| 2023/24 | Sc Heerenveen | Eredivisie   | 16         | 0          | 1     | 0     | 0      | 0      | -              | -              | 17     | 0      |
| 2024/25 | FC Twente     | Eredivisie   | 3          | 0          | 0     | 0     | 1      | 0      | 3              | 0              | 7      | 0      |
| 2024/25 | FC Utrecht    | Eredivisie   | 3          | 1          | 0     | 0     | 0      | 0      | 1              | 0              | 4      | 1      |
| Totaal  | Totaal        | Totaal       | 69         | 5          | 6     | 0     | 1      | 0      | 4              | 0              | 80     | 5      |

Bijgewerkt t/m 26 juni 2025.